# カーキャッチャー

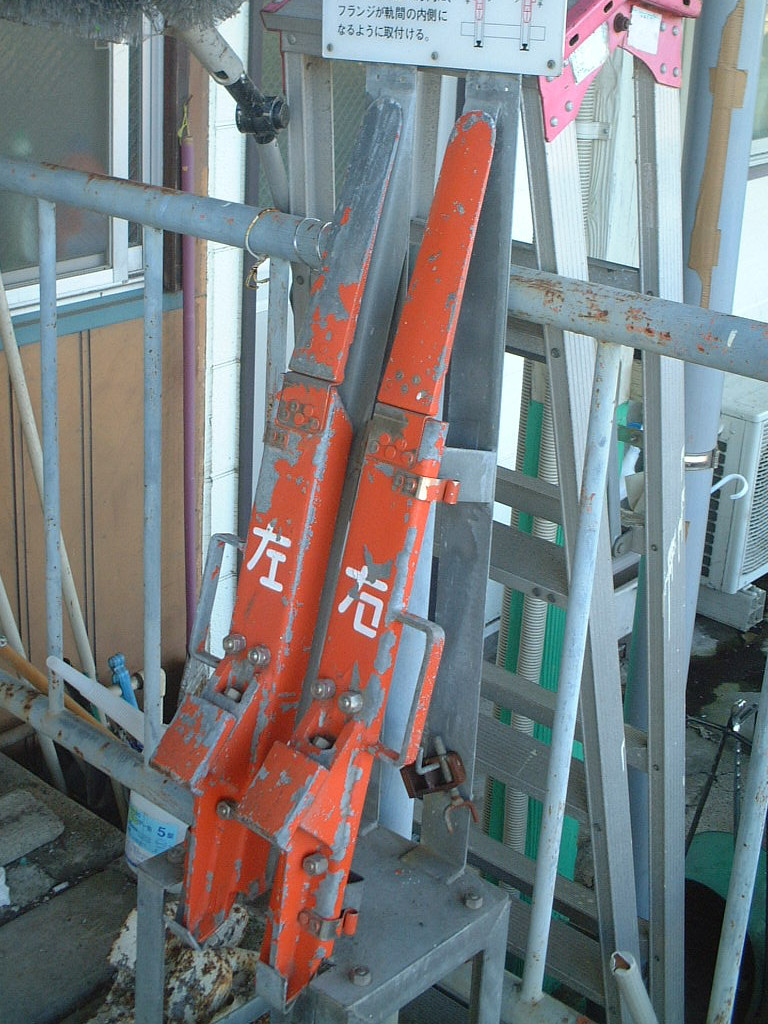
カーキャッチャー。写真の上部がトングで、ここから車輪が乗り上がる

カーキャッチャーとは、過走した鉄道車両の車輪を受け止め、レール上を滑らせて摩擦により停止させるための道具である。通常は過走防止のための非常具として使われる。制動靴の通称であり、ヘムシュー（独: Hemmschuh）とも呼ばれる。急勾配区間の下方にあたる駅・信号場等に常備されていることが多い。
1970年（昭和45年）11月15日に発生した湯前線多良木駅 - 東免田駅間列車衝突事故を契機に開発が進められ、北海道総局の実験線における効果の確認などを経て1972年（昭和47年）1月に開発、順次整備された。

## 使い方
2個1組で使用する。使用時は左右のレール上にずらして置く。カーキャッチャーの上部に取り付けてある説明板によると「逸走列車を停止させる時は、カー・キャッチャーの左を左手、右を右手に持って走行し、図のように、トングが車両進行方向に、フランジが軌間の内側になるように取付ける。」とある。